# Нетсево
Нетсево — деревня Малобоевского сельсовета Елецкого района Липецкой области.

## География
Нетсево находится западнее деревни Петровские Круги. Через неё протекает ручей Паниковец и проходит просёлочная дорога.
В деревне имеется одна улица — Дружбы.

## Население
| 2010 |
| ---- |
| 0    |